# Igreja Presbiteriana União Coreana no Chile
A Igreja Presbiteriana União Coreana no Chile (em espanhol  Iglesia Presbiteriana Unión Coreana) é uma denominação reformada formada no Chile em 1979, por missionários da Igreja Presbiteriana na Coreia (HapDong).

## História
A denominação surgiu a partir da imigração de coreanos para o Chile. Estes imigrantes formam auxiliados por pastores da Igreja Presbiteriana na Coreia (HapDong) e iniciaram a evangelização de chilenos no país. Em 1979 a denominação foi constituída.

## Doutrina
A Igreja Presbiteriana União Coreana no Chile afirma a Confissão de Fé de Westminster , Catecismo de Heidelberg e o Credo dos Apóstolos. O governo da igreja é presbiteriano, ou seja, baseia-se na ideia de concílio.

## Relações intereclesiais
A denominação tem relações com a Igreja Presbiteriana Coreana-Americana.